# Henry Rector

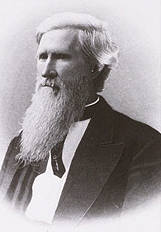
Henry Massey Rector

Henry M. Rector, född 1 maj 1816 nära Louisville, Kentucky, död 12 augusti 1899 i Little Rock, Arkansas, var en amerikansk demokratisk politiker. Han var den 6:e guvernören i Arkansas 1860-1862. Under Rectors tid som guvernör gick Arkansas ut ur USA och med i Amerikas konfedererade stater.
Rector arbetade som US Marshall i Arkansas och var ledamot av delstatens senat 1848-1850 samt ledamot av Arkansas House of Representatives, underhuset i delstatens lagstiftande församling, 1855-1859. Han var sedan domare i Arkansas högsta domstol 1859-1860. Han efterträdde 1860 sin kusin Elias Nelson Conway som guvernör.
Enligt den nya konstitutionen reducerades guvernörens ämbetsperiod till två år. Rector var en impopulär guvernör och han förlorade klart 1862 års guvernörsval mot Harris Flanagin.
Rectors grav finns på Mount Holly Cemetery i Little Rock.